# Ditmar Schädel
Ditmar Schädel (* 1960 in Stade) ist ein deutscher Fotograf, Fotopädagoge, Hochschullehrer und Autor verschiedener Fachbeiträge zur Fotografie. Bekannt wurde er in den 1990er Jahren durch fotografische Langzeitbeobachtungen zum Wandel in der ehemaligen DDR.
Von 1986 bis 1995 lehrte er als wissenschaftlicher Angestellter an der Universität Hildesheim, seit 1995 ist er Dozent an der Universität Duisburg-Essen und betreut dort das Fachgebiet Kunst und Gestaltung in der Fakultät Informatik. Von 2010 bis 2022 war er Vorsitzender der Deutschen Gesellschaft für Photographie, Köln.

## Leben
Ditmar Schädel studierte nach dem Abitur Kulturpädagogik an der Universität Hildesheim. Dieser Modellstudiengang kam seinen Erfahrungen und Erwartungen nach Interdisziplinarität und Wahlfreiheit aus dem Gymnasium unter dem Buxtehuder Modell sehr entgegen. 1986 schloss er das Studium mit den Schwerpunkten Bildende Kunst, Literatur und Medienpädagogik mit dem Diplom ab.
Ab 1987 arbeitete er als wissenschaftliche Hilfskraft, seit 1989 als wissenschaftlicher Mitarbeiter an der Universität Hildesheim und baute mit Klaus Dierßen gemeinsam das Fachgebiet Fotografie auf. In den Jahren 1989–1995 hatte er mehrere Lehraufträge an Hochschulen inne, so an der Fachhochschule Hildesheim für Fotografie und Siebdruck und arbeitete in Bildungseinrichtungen einer Gewerkschaft und in Volkshochschulen. Nach dem Wechsel an die Universität Duisburg-Essen hatte er Lehraufträge an der Hochschule Niederrhein in Mönchengladbach und organisierte mehrere Ausstellungsprojekte in der cubus Kunsthalle Duisburg, in den Rheinischen Kliniken in Bedburg-Hau und in Düsseldorf. Er wohnt seitdem in Kevelaer.
Ditmar Schädel ist berufenes Mitglied der Deutschen Gesellschaft für Photographie (DGPh), war lange Jahre im Vorstand der Sektion Bildung und von 2010 bis 2022 Vorsitzender des Geschäftsführenden Vorstands der DGPh. Weiterhin ist er Mitglied im Beirat der Fotogalerie Friedrichshain in Berlin und im Organisationsteam zur Phototriennale RAW in Worpswede.

## Veröffentlichungen (Auswahl)
- Die Hildesheimer Plakatwand (Bettina Harborth, Dorit Klüver, Ditmar Schädel), Dokumentation eines künstlerischen Projekts, Hildesheim 1989
- Danach und Danach (Klaus Dierßen und Ditmar Schädel), hg. vom Kunstverein Hildesheim, Bramsche 1993 (ausgezeichnet mit dem Kodak Fotobuchpreis 1994),
- Camera obscura, Ungarisches Museum für Fotografie, Kecskemét 1993
- Fotografische Inszenierungen in urbanen Räumen: in Kunst und Unterricht, Heft 187/1994
- Angesehen – in Ostdeutschland (Klaus Dierßen und DitmarSchädel), hg. vom Kunstverein Hildesheim mit Texten von Dieter Lüttge und Thomas Weski, Bramsche 1995
- Des Kanzlers kleine Helden (Anushka Roshani und Cordt Schnibben), Der Spiegel, Heft 46/1996
- LOCHWERK, Ausstellungskatalog mit einem Text von Klaus Dierßen, Duisburg 1997
- Foto und Text, Ungarisches Museum für Fotografie, Kecskemét 1999
- Schwarz-Weiß ? (Kunstverein Leverkusen, Bundesinnenministerium), Katalog zur Wanderausstellung zum Jahr der Senioren, Bonn 1999
- Muschelhaufen, Jahresschrift, Viersen 2000
- Moerser Kunstpreis, Museum Peschkenhaus Moers, Katalog, Moers 2000
- Elementare Fotografie (Kunst und Unterricht, Heft 251/2001), Seelze 2001
- Der Mensch im Mittelpunkt, Ausstellungskatalog, Kleve 2001
- KUNSTPOSTKARTE NRW (Birk Bruckhoff und Ditmar Schädel), Ausstellungskatalog, Bramsche 2004
- Eros und Stasi, Ostdeutsche Fotografie aus der Sammlung Gabriele Koenig, Aachen 2011, ISBN 978-3-86828-216-0
- Kalendergrafik (art connection 2012), ISBN 978-3-941559-10-3
- frame #4, Jahresband der DGPh 2012, ISBN 978-3-86930-413-7
- Hans Brög: Copy Books und Anderes, Fotografie und Gestaltung, ISBN 978-3-00-052997-9
- Galerie im Stammelbach-Speicher 2013 bis 2017, ISBN 978-3-938385-75-3
- Hans Brög: Möglich, Wirklich, nicht Notwendig, Fotografie und Gestaltung, ISBN 978-3-9820427-0-1
- ABC der Photographie, 2018 (Hg. gemeinsam mit Angela Matyssek), ISBN 978-3-96098-281-4
- Der weisse Tod, Afred Hermann (Alfred Wiegmann), 2025 (Hg.), ISBN 978-3-9820427-4-9

## Arbeiten im öffentlichen Raum
- 1995: Fotogramminstallation Ägidientorkirche Hannover
- 1996: Fotogramminstallation Universität Duisburg

## Künstlerische und kunstpädagogische Projekte
- „Drukkult“ (Druckgrafik und Fotografie 1987 und 1990) (Katalog)
- „Lauter Werke“ (verschiedene Techniken 1989) (Faltblatt)
- „Die Hildesheimer Plakatwand“ (Katalogheft)
- „Bilder des Übergangs“ (Fotografie 1990/91) / „Übergänge“ (Ton-Dia-Schau)
- „Der Studiengang Kulturpädagogik“ (Ton-Dia-Schau)
- „Schattenbilder“ (Dokumentationsmappe)
- „Kunststation H“ (Dokumentationsmappe)
- „Tofrek - Zwischen den Zeiten“ (Rauminstallation, Objekte, Fundstücke, Szenen, Lesungen) (Dokumentationsmappe)
- „Eisen, Staub und Form“ (Fotografie, Objektinstallationen, Fundstücke, historisches Material) (Katalogheft)
- „Sichtweisen - Zur zeitgenössischen künstlerischen Fotografie“ (Sammlungskatalog und Schuber mit acht Katalogen)
- „DANACH UND DANACH“ (Buch)
- „Angesehen – in Ostdeutschland“ (Buch)
- „...wir werden im Vertrauen auf Dich weiter unseren Weg gehen...“ (Körperfotogramme)
- „poemas y fotografía“ Lyrik und Fotogramme (Mappe)
- „Der Mensch im Mittelpunkt“ (Katalog)
- „jazz en bloc“ (vier Zyklen zwischen 1999 und 2002, CD)
- „LZ-Galerie“ (CD-ROM und Computerinstallation)
- „4x4“ (vier Ausstellungen 2001-05)
- „Kunstpostkarte NRW“ (Katalog)

## Ausstellungen und Ausstellungsbeteiligungen u.a. in
Hildesheim, Bad Lauterberg, Schloss Bevern Holzminden, Universität Hamburg, Bund Bildender Künstler Hannover, Kunstkreis Holzminden, Kreismuseum Peine, Galerie für Fotografie Rotenburg/Wümme, Ungarisches Museum für Fotografie Kecskemét, Kreismuseum Aschersleben, Kreismuseum Senftenberg, Roemer- und Pelizaeus-Museum Hildesheim, Städtische Galerie Nordhorn, cubus kunsthalle Duisburg, Galerie im Wasserturm Viersen, Schleswig-Holstein-Haus Schwerin, Museum Kunstpalast Düsseldorf